# Mesothoris clathrata
Mesothoris clathrata is een keversoort uit de familie Cupedidae. De wetenschappelijke naam van de soort is voor het eerst geldig gepubliceerd in 1916 door Tillyard in Tillyard & Dunstan.